# Denis Charles Henri Gauldrée-Boileau
Denis Charles Henri Gauldrée de Boileau, né le 15 juillet 1773 à Aire-sur-la-Lys et mort le 25 mai 1830 à Parleboscq, est un homme politique français. 
Après avoir été intendant militaire et collectionneur d’art, il est député des Landes de 1822 à 1827. Il est marquis de Lacaze et propriétaire du château du même nom.

## Biographie
Denis Charles Henri Gauldrée Boileau est né à Aire dans le département du Pas-de-Calais, le 15 septembre 1773, fils d'un père militaire, commissaire des guerres en Artois, issu d'une famille de la bourgeoisie parisienne.
Durant la Révolution et l'Empire, il mène une carrière dans l'intendance militaire : il est commissaire des guerres adjoint, puis à partir de 1807, commissaire ordonnateur de la Grande Armée. À ce titre, il prend part aux campagnes d'Allemagne et de Russie, et il est fait chevalier de la Légion d'honneur en 1813.
Lors de ces déplacements, il constitue une importante collection de peinture, dont certaines sont des prises de guerre. Cette collection, achetée par la ville de Bordeaux en 1829, comprend  deux cent quatre-vingts peintures d'œuvres italiennes, flamandes, allemandes et hollandaises. Cet ensemble place Bordeaux parmi les toutes premières collections publiques de peintures hollandaises de France.
Denis Charles Henri Gauldré Boileau épouse en 1798 Charlotte Émilie de Livron, petite-fille du président Gillet de Lacaze. Il reçoit de la dot de sa femme le château de Lacaze, situé sur la commune de Parleboscq, alors en ruine, qui se situe sur un ancien fief marquisat de quatre cents hectares. Il relève, sous la Restauration, le nom de Lacaze et se titre désormais marquis. On lui doit  les restaurations de sauvegarde et le réaménagement du château.
Il achète, également, le château Laballe, en 1810, à François de Cours-Monlezun, ancien militaire qui le tenait depuis 1781 des Barbotan, seigneurs de Laballe. Ainsi, pendant dix années, les deux châteaux de Parleboscq appartiennent au même propriétaire. Le 28 juin 1820, il vend ce bien à Jean-Dominique Laudet de Mirande.
Il est membre du conseil général des Landes, lorsqu'il est élu député par le collège de ce département le 20 novembre 1822, par 72 voix sur 89 votants et 139 inscrits, contre 10 au général Lamarque. Il prend place au côté droit, soutient le ministère Villèle, et il est réélu, le 6 mars 1824, par 72 voix (81 votants, 141 inscrits), contre 7 à Louis Marie Joseph Pemolier de Saint-Martin.
« À la Chambre législative, écrivait à son sujet l'auteur de la Biographie des députés de la Chambre septennale, M. de Lacaze tient, comme orateur, un juste milieu entre ceux qui parlent et ceux qui ne disent rien. Son nom figure quelquefois dans les commissions. Il a pris position, dans la dernière session, en faveur de la loi du sacrilège. À propos de profanations et de sacrilèges, il trouva l'art de placer adroitement dans son discours l'éloge de Monseigneur le Garde des Sceaux. Dans la séance du 19 mars 1825, M. de Lacaze fit un éloge de la loi sur la réduction des rentes… »
II se représente aux élections du 24 novembre 1827, mais n'obtient que 22 voix contre 50 à l'élu, Jean Arnaud Cabannes de Cauna.
Il est fait chevalier de Saint-Louis, et officier de la Légion d'honneur en 1825.

### Sources
- Histoire des châteaux de Parleboscq
- Dictionnaire des parlementaires Français